# Ching chong

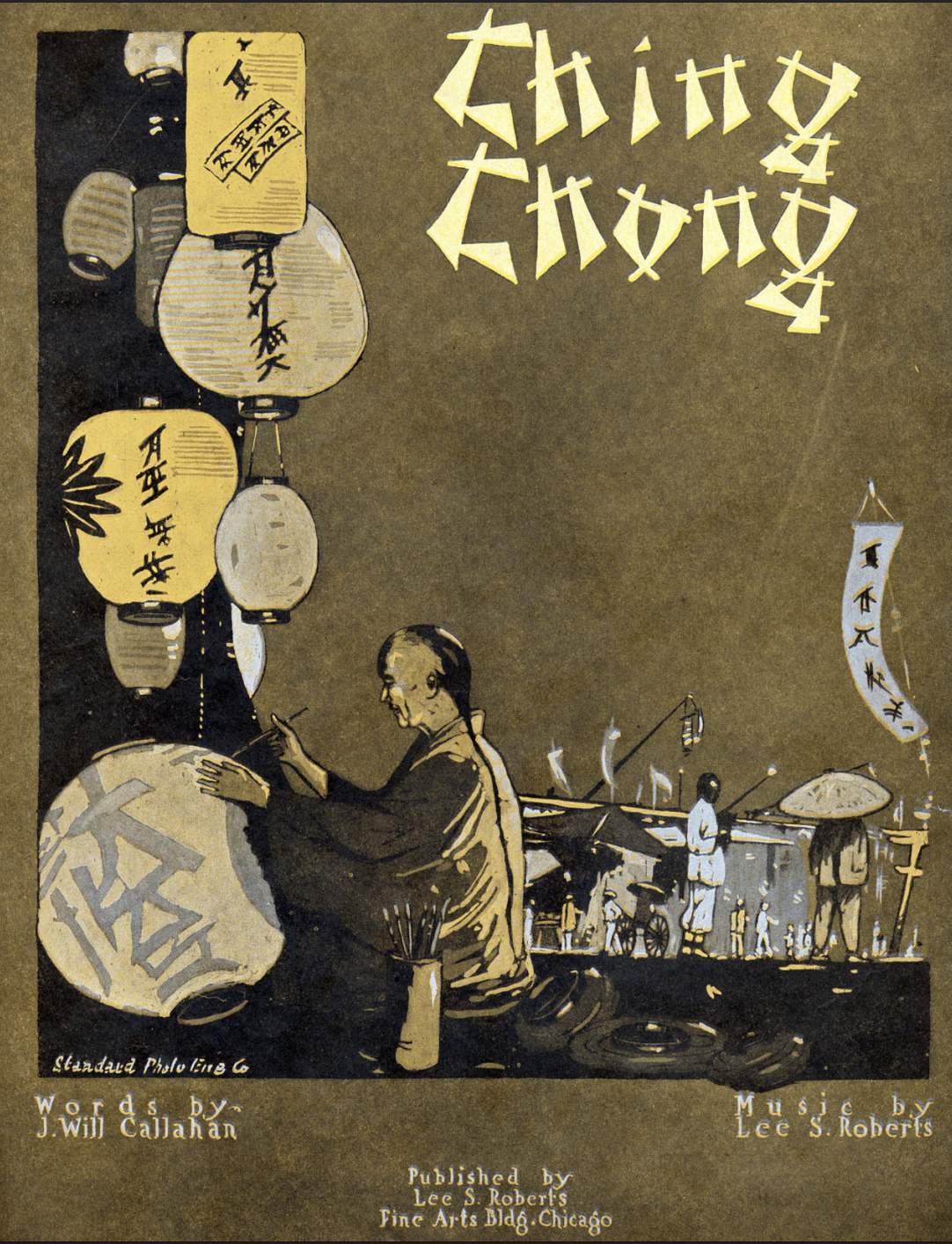
1917年由美国人李·S·罗伯茨与J·威尔·卡拉汉共同创作，名为《Ching Chong》的拉格泰姆钢琴曲乐谱封面

Ching chong，或ching chang chong，部分中国媒体音译为清虫、清种、清朝虫或秦腔穷等，是一个種族歧视的贬义词，经常用来嘲弄汉语使用者、华人（包括中國大陸人、香港人、台灣人、外籍华人等），或是其他外貌类似华人的東亞人。该词语是对汉语（包括官话和粤语等）发音的贬义模仿，普遍被认为具有侮辱性质，有时伴随着针对东亚人的骚扰、人身恐吓、或其他种族辱骂等行为。

## 词源
Ching chong这个词是对于不会说汉语的英语使用者而言，汉语听起来就像“ching chong”一样的印象而产生。
其中“ch-”这个音来自汉语中大量的舌冠塞擦音。例如官话中有六个音：[ts]、[tʂ]、[tɕ]、[tsʰ]、[tʂʰ]、[tɕʰ]，对应着汉语拼音中的⟨z⟩、⟨zh⟩、⟨j⟩、⟨c⟩、⟨ch⟩、⟨q⟩，相较而言英文中只有两个：/tʃ/（一般写作⟨ch⟩）和/ts/（写作⟨ts⟩或⟨z⟩），其中只有/tʃ/音會出現在詞頭；而“-ng”反映的是诸多汉语方言中，许多汉字的音节都以鼻音作为尾音。比如官话中的[n]和[ŋ]，汉语拼音分別写作⟨n⟩和⟨ng⟩。举例而言，这种类型的音节可以在汉语「清」（官：qīng；粤：cing1）和「中」（官：zhōng；粤：zung1）等所见。因此，“ching chong”成为了对官话或粤语发音的拙劣模仿象征词汇。
此歧视语也有“ching-chong ling-long ting-tong”、“ching-chong ding-dong”、“ching-chong ping-pong”等其他变体。

## 历史用例
“Ching chong”被用来侮辱华裔和亚裔的用例可以追溯到19世纪末。1888年美国人亨利·卡林顿·博尔顿出版的《孩子们的数数童谣》（The Counting-Out Rhymes of Children）一书中，收录了一首来自俄勒冈州波特兰的童谣，并注明这是在美国太平洋沿岸受到华人廉价劳工影响的背景下，由成长于「中国人必须滚」的口号氛围中的孩子改编：

Ching，Chong，中国佬，
你的鱼怎么卖？
Ching，Chong，中国佬，
一盘六角钱。 
Ching，Chong，中国佬， 
哎呀！太贵啦！ 
Ching，Chong，中国佬， 
赶快滚出这里！

20世紀初，部分華裔和亞裔的孩子在學校也會被白人同學用一首兒歌侮辱。美籍韩裔女作家白广善在1990年出版的自传《静谧的奥德赛》（Quiet Odyssey）中曾记载，她和家人于1906年抵达加州，就在她第一天上学时，几个女孩围住她，对她又打又骂，同时唱着：
Ching chong，中國佬，
坐在墙头上，
走来一個白人，
砍了他的头。
美国作家约翰·斯坦贝克1945年出版的小说《製罐街》中，一名小男孩用这首童谣的变体来嘲笑一位中国男子。这个版本将 “墙” 改成了 “铁轨”、“头”改成了“尾巴”。“铁轨”暗讽去美国修建铁路的华工，由于他们當時都留着辮子，这也是儿歌中“尾巴”的意思。
Ching chong，中國佬，
坐在铁轨上，
走来一個白人，
砍了他的尾巴。
此外，1917年李·S·罗伯茨与J·威尔·卡拉汉共同创作一首名为《Ching Chong》的拉格泰姆钢琴曲，其歌词中包含以下内容：
Ching，Chong，哦，Ching Chong 先生，
你是唐人街之王。
Ching Chong，我喜欢你的唱曲，
当你把灯都关掉的时候。

## 日常使用
德國有部份地區使用“Ching Chang Chong”作为剪刀、石頭、布口令。此外随着流行文化传播，该歧视语的使用也不再限于欧美地区，在中东地区也广为流传。阿尔及利亚裔歌手L'Algérino于2017年5月发行了法语单曲《手铐》，其中歌词就有多次重复“Tching Tchang Tchong”这一词语，而该曲获得了巨大成功。

## 現代事件
2014年《英雄聯盟》世界大賽台北小組賽，Team SoloMid隊的Svenskeren在竞舞服務器上註冊了一個名為「TaipeiChingChong」的帳戶，隨後被拳头游戏處以罰款並被禁止參加比賽。
2018年12月，美國饒舌歌手利爾·龐普在他即將推出的單曲《Butterfly Doors》的預告片中使用了這個詞，歌詞還包含：「他們叫我姚明，因為我的眼睛真的很低」，並拉長了自己的眼睛。後來，他被幾家亞裔人士及亞裔饒舌歌手責罵，例如中國麥克和奧卡菲娜。 隨後，利爾·龐普道歉並修改了官方音樂錄影帶中的歌詞。
2020年德國公共電視台ZDF的諷刺性節目，其為了諷刺中國以及其防疫事件，使用圖卡並寫有「Ching Chang Chong – Leer ist der Karton」(直譯：Ching Chang Chong，紙盒裡是空的)，但本事件未獲得民眾關注。
2025年，台灣遊客於紐西蘭皇后鎮的漢堡店Fergburger用餐時，發現收據上被店員標註了帶有「Ching Chang」的詞語，隨即拍下發票照片並向店家投訴，店家總經理迅速回應，表示歉意，解雇了涉事員工，並將道歉信寄送至中華人民共和國駐克賴斯特徹奇總領事館而非中華民國官方機構，再度引發熱議。